# Поезжаева, Мария Васильевна
Мария Васильевна Поезжаева (род. 3 марта 1989, Пермь) — российская актриса театра и кино, получившая большую известность после роли в мини-сериале о подростках на фоне аварии на Чернобыльской АЭС — «Мотыльки».

## Биография
Мария Поезжаева родилась 3 марта 1989 года. В 2012 году девушка окончила Школу-студию МХАТ (мастерская Кирилла Серебренникова). По окончании вуза играла на сцене МХТ им. Чехова в двух постановках: Ронан Шено «Феи» и Жанна в пьесе «Жаворонок» (Жан Ануй). Затем Мария стала актрисой «Гоголь-центра».
Впервые Мария Поезжаева появилась на ТВ-экранах в 2010 году в роли Лизы (в детстве) в первых двух сериях многосерийного фильма «Голоса».
Жена оператора Влада Опельянца (с 2017 года). У пары есть сын Григорий (род. 2017).

## Фильмография
- 2010 — Голоса — Лиза в детстве
- 2011 — Каменская-6 — Злата Калинина
- 2013 — Мотыльки — Аля Широкова (главная роль) / Даша Державина, дочь Али и Павла
- 2014 — Прошлым летом в Чулимске — Валентина
- 2014 — Смайлик — Анюта
- 2014 — Класс коррекции — Лена Чехова (главная роль)
- 2015 — Он — дракон — Мирослава (главная роль)
- 2016 — Кризис нежного возраста — Шура Ермакова (главная роль)
- 2018 — Позвоните Мышкину — Юля-Катя
- 2018 — ВМаяковский — Вероника Полонская
- 2018 — Трезвый водитель — девушка-активистка
- 2018 — Маруся
- 2021 — Лётчик — Зина

## Награды
- Кинофестиваль Меридианы Тихого-2014: лучшая женская роль («Класс коррекции»)